# トリベロス
トリベロス（学名：Tribelos）は、ヨーロッパに生息するユスリカ科ユスリカ亜科ユスリカ族の属の一つ。1945年にヘンリー・キース・タウンズによって分類されたものである（当初ヒゲユスリカ属の亜属とされた）。

## 種類
- Tribelos ater[4]
- Tribelos fusicornis[4]
- Tribelos intextus[4]
- Tribelos jucundus[4]
- Tribelos protextus[4]
- Tribelos quadripunctatus[4]
- Tribelos subatrum[4]
- Tribelos subletteorum[4]